# 2016 LoL KeSPA컵
2016 LoL KeSPA컵 (2016 LoL KeSPA Cup)은 한국e스포츠협회가 주최하는 e스포츠 종목 활성화 및 아마추어 저변 확대를 위한 대한민국 프로와 아마추어의 통합 e스포츠 대회이다. 본선 장소는 12강부터 8강까지 넥슨 아레나, 4강과 결승전은 부산 벡스코 오디토리움에서 진행된다. 주관 방송은 SPOTV GAMES가 담당한다.

## 개요

### 특이사항
- 리그 오브 레전드로 진행하는 두 번째 케스파컵이다.
- 이번 케스파컵 우승 팀에게는 Intel Extreme Masters - Gyeonggi 출전권이 주어진다.

### 대회 슬로건
- 지금, 여기에 / Here We Stand

## 참가 팀
코카콜라 제로 리그 오브 레전드 챔피언스 코리아 서머 2016 10개팀, 리그 오브 레전드 챌린저스 코리아 서머 2016 1,2위 2개팀과 2016 대통령배 KeG 대회 상위 입상 아마추어 2개팀이 참여하며 코카콜라 제로 리그 오브 레전드 챔피언스 코리아 서머 2016 서머 1, 2위 팀은 본선 8강 시드권을, 나머지 8개팀은 본선 12강 시드권이 부여된다.
리그 오브 레전드 챌린저스 코리아 1,2위 2팀과 대통령배 KeG 대회 상위 입상 아마추어 팀, 총 4개 팀과 리그 오브 레전드 챔피언스 코리아 서머 시즌 1, 2위 팀을 제외한 나머지 8개 팀이 본선 12강 경기를 치른다. 본선 12강에는 최종 예선을 거친 통과 4개 팀과 LCK 출전 8개 팀, 총 12개 팀이 싱글 토너먼트 방식으로 붙고 본선 8강에는 본선 12강에서 승리한 6개 팀과 리그 오브 레전드 챔피언스 코리아 서머 1, 2위 팀이 같은 방식으로 8강 경기를 치르게 된다.
| 출전 자격                                                            | 출전 팀                                                                                           | 비고                       |
| 코카콜라 제로 리그 오브 레전드 챔피언스 코리아 서머 2016 1, 2위 팀   | 한화생명 e스포츠, KT 롤스터                                                                       | 2016 LoL KeSPA컵 8강 시드  |
| 코카콜라 제로 리그 오브 레전드 챔피언스 코리아 서머 2016 3 ~ 10위 팀 | SK텔레콤 T1, Gen.G, 아프리카 프릭스, MVP, 진에어 그린윙스, BBQ 올리버스, 킹존 드래곤X, OGN 엔투스 | 2016 LoL KeSPA컵 12강 시드 |
| 2016 챌린저스 코리아 상위 입상 2팀                                   | 브리온 블레이드, 스베누 코리아1, VSG2                                                             | 2016 LoL KeSPA컵 12강 시드 |
| 2016 KeG 상위 입상 2팀                                               | KeG 서울 대표, KeG 충남 대표                                                                      | 2016 LoL KeSPA컵 12강 시드 |

1. 대회 시작 전 팀 해체
2. 해체된 스베누 코리아를 대신하여 출전

## 대진표

### 12강
1일차
| 팀 1         | 결과 | 팀 2      |
| ------------ | ---- | --------- |
| BBQ 올리버스 | 2-0  | CJ 엔투스 |
| 콩두 몬스터  | 2-0  | KeG 서울  |

2일차
| 팀 1            | 결과 | 팀 2            |
| --------------- | ---- | --------------- |
| 롱주 게이밍     | 1-2  | 진에어 그린윙스 |
| 아프리카 프릭스 | 0-2  | MVP             |

3일차
| 팀 1        | 결과 | 팀 2               |
| ----------- | ---- | ------------------ |
| 삼성 갤럭시 | 2-0  | 라이징 스타 게이밍 |
| SKT T1      | 2-0  | KeG 충남           |

### 8강 ~ 결승
|  | 8강전           | 8강전        |              |   | 준결승전 | 준결승전 |  |  | 결승전 | 결승전 |
|  |                 |              |              |   |          |          |  |  |        |        |
|  |                 |              |              |   |          |          |  |  |        |        |
|  |                 |              |              |   |          |          |  |  |        |        |
|  | 삼성 갤럭시     | 1            |              |   |          |          |  |  |        |        |
|  | 삼성 갤럭시     | 1            |              |   |          |          |  |  |        |        |
|  | BBQ 올리버스    | 2            |              |   |          |          |  |  |        |        |
|  | BBQ 올리버스    | 2            | BBQ 올리버스 | 0 |          |          |  |  |        |        |
|  |                 |              | BBQ 올리버스 | 0 |          |          |  |  |        |        |
|  |                 | 콩두 몬스터  | 2            |   |          |          |  |  |        |        |
|  | kt 롤스터       | 콩두 몬스터  | 2            | 1 |          |          |  |  |        |        |
|  | kt 롤스터       |              |              | 1 |          |          |  |  |        |        |
|  | 콩두 몬스터     | 2            |              |   |          |          |  |  |        |        |
|  | 콩두 몬스터     | 2            | 콩두 몬스터  | 1 |          |          |  |  |        |        |
|  |                 |              | 콩두 몬스터  | 1 |          |          |  |  |        |        |
|  |                 | ROX 타이거즈 | 3            |   |          |          |  |  |        |        |
|  | SKT T1          | ROX 타이거즈 | 3            | 2 |          |          |  |  |        |        |
|  | SKT T1          |              |              | 2 |          |          |  |  |        |        |
|  | MVP             | 0            |              |   |          |          |  |  |        |        |
|  | MVP             | 0            | SK텔레콤 T1  | 0 |          |          |  |  |        |        |
|  |                 |              | SK텔레콤 T1  | 0 |          |          |  |  |        |        |
|  |                 | ROX 타이거즈 | 2            |   |          |          |  |  |        |        |
|  | ROX 타이거즈    | ROX 타이거즈 | 2            | 2 |          |          |  |  |        |        |
|  | ROX 타이거즈    |              |              | 2 |          |          |  |  |        |        |
|  | 진에어 그린윙스 | 1            |              |   |          |          |  |  |        |        |
|  | 진에어 그린윙스 | 1            |              |   |          |          |  |  |        |        |

## 리그 중계진
- 캐스터 : 성승헌, 유대현, 이기민
- 해설 : 강형우, 강승현, 신동진, 하광석

## 대회 최종 결과
| 대회 순위 | 해당 팀            | 획득 상금    |
| 우승      | ROX 타이거즈       | 40,000,000원 |
| 준우승    | 콩두 몬스터        | 20,000,000원 |
| 4강       | BBQ 올리버스       | 10,000,000원 |
| 4강       | SKT T1             | 10,000,000원 |
| 8강       | 삼성 갤럭시        | 5,000,000원  |
| 8강       | kt 롤스터          | 5,000,000원  |
| 8강       | 진에어 그린윙스    | 5,000,000원  |
| 8강       | MVP                | 5,000,000원  |
| 12강      | 롱주 게이밍        | 0원          |
| 12강      | CJ 엔투스          | 0원          |
| 12강      | 아프리카 프릭스    | 0원          |
| 12강      | 라이징 스타 게이밍 | 0원          |
| 12강      | KeG 서울           | 0원          |
| 12강      | KeG 충남           | 0원          |

- 2016 LoL KeSPA컵 MVP : -